# Софі Албанська
Принцеса Софі з Шенбурга-Вальденбурга (Софі Елен Сесили Прінцессін фон Шенбург-Вальденбург, 21 травня 1885 — 3 лютого 1936) — дружина принца Вільгельма Віда. З піднесенням свого чоловіка на албанську престолі вона стала принцесою Албанії (алб. Princeshë e Shqipërisë). За межами країни і в дипломатичному листуванні вона носила псевдонім «Принцеса-консорт», але в Албанії її називали Королевою.

## Сім'я і шлюб
Принцеса Софі народилася в Потсдамі, Бранденбурзі. Дочка спадкового принца Віктора Шенбург-Вальденбурга(1856—1888), і його дружини принцеси Люсії з Сейн-Вітгенштейна-Берлебург (1859—1903), обидва члени німецьких династій. ЇЇ далекий родовід засвідчуваві, що вона її предки албанці і вона є нащадком Руксандра Гіки, дочки Григора І Гіки, принца Валахії.
Її дідусем і бабусею по материнській лінії були принц Еміль з Сайн-Вітгенштейна-Берлебург (1824—1878) і його перша дружина Пульхерія Кантакузен (1820—1865), румунська принцеса. Еміль був сином Августа Людвіга, принца Сайн-Вітгенштейна-Берлебурга (1788—1874) і Франціски Аллесіни, г-на фон Швайцера (1802—1878).
Батьки принцеси Софі померли, коли вона була молода, тому вона провела більшу частину своєї юності в маєтку Фантанеле в Молдавії, що належав її родичам по матері. 
30 листопада 1906 в Вальденбурзі саксонська принцеса Софі вийшла заміж за принца Вільгельма Віда. У подружжя народилося двоє дітей
- Принцеса Марія Елеонора з Албанії (1909—1956).
- Керол Віктор, спадковий принц Албанії (1913—1973).

## Принцеса Албанії
Принцеса Софі була близька до тітки — королеви Єлизавети Румунії, яку вона знала після переїзду в Румунію, коли померли її батьки. Принцеса Софі і королева Єлизавета співали, малювали, складали вірші, і грали на музичних інструментах разом. Королева Єлизавета зіграла важливу роль в отриамані Вільгельмом Албанського престолу, попросивши прийняти Іонеску, щоб переконати вибрати Вільяма королем Албанії. Принцеса Софі і королева Елізабет працювали, щоб подолати небажання Вільяма прийняти трон.
Зрештою Вільгельм погодився, і 21 лютого 1914 принц Вільгельм і принцеса Софі приймали делегацію албанських знаменитостей в їх замку в Нойвіді, де Вільгельму був офіційно запропонований трон. Потім албанська делегація відвідала Вальденбург, Саксонія, де вони віддали честь сім'ї принцеси Софі.
Софі і її чоловік прибули в Албанію 7 березня 1914 року в Дуррес, тимчасову столицю. Однак її албанське пригода виявилося недовгим. 3 вересня 1914 року, коли країна була в сум'ятті, принцеса Софі і принц Вільям покинули Албанію, щоб ніколи не повернутися. Однак вона офіційно залишалася принцесою Албанії до 31 січня 1925 року, коли країна була оголошена республікою.
Принцеса померла в Ромунії 3 лютого 1936 року.